# Адміністративний устрій Семенівського району Полтавської області
Адміністративний поділ Семенівського району — адміністративно-територіальний поділ Семенівського району Полтавської області на 1 селищну громаду, 1 сільську громаду і 13 сільських рад, які об'єднують 65 населених пунктів.

## Список громадСеменівського району
- Семенівська селищна громада
- Оболонська сільська громада

## Список сільських радСеменівського району
| №  | Назва                         | Центр          | Населені пункти                                                             | Площа км² | Місце за площею | Населення (2001), чол. | Місце за населенням |
| -- | ----------------------------- | -------------- | --------------------------------------------------------------------------- | --------- | --------------- | ---------------------- | ------------------- |
| 1  | Біляківська сільська рада     | c. Біляки      | c. Біляки с. Грицаї с. Поділ                                                |           |                 |                        |                     |
| 2  | Богданівська сільська рада    | c. Богданівка  | c. Богданівка с. Байрак с. Курганне                                         |           |                 |                        |                     |
| 3  | Василівська сільська рада     | c. Василівка   | c. Василівка с. Білогуби с. Брусове с. Чаплинці                             |           |                 |                        |                     |
| 4  | Горошинська сільська рада     | c. Горошине    | c. Горошине с. Гаївка с. Кукоби с. Старий Калкаїв                           |           |                 |                        |                     |
| 5  | Жовтнева сільська рада        | c. Жовтневе    | c. Жовтневе с. Калинівка с. Нова Петрівка с. Осокори                        |           |                 |                        |                     |
| 6  | Заїчинська сільська рада      | c. Заїчинці    | c. Заїчинці с. Бакумівка с. Середине с. Тройняки                            |           |                 |                        |                     |
| 7  | Криворудська сільська рада    | c. Крива Руда  | c. Крива Руда                                                               |           |                 |                        |                     |
| 8  | Наріжанська сільська рада     | c. Наріжжя     | c. Наріжжя с. Матвіївка с. Новий Калкаїв                                    |           |                 |                        |                     |
| 9  | Очеретуватська сільська рада  | c. Очеретувате | c. Очеретувате с. Вільне                                                    |           |                 |                        |                     |
| 10 | Погребняківська сільська рада | c. Погребняки  | c. Погребняки с. Дем'янівка с. Мирони                                       |           |                 |                        |                     |
| 11 | Пузирівська сільська рада     | c. Пузирі      | c. Пузирі с. Бурбине с. Василяки с. Лукашівка с. Строкачі                   |           |                 |                        |                     |
| 12 | Устимівська сільська рада     | c. Устимівка   | c. Устимівка с. Вербки с. Герасимівка с. Єгорівка с. Малинівка с. Шепелівка |           |                 |                        |                     |
| 13 | Худоліївська сільська рада    | c. Худоліївка  | c. Худоліївка                                                               |           |                 |                        |                     |

* Примітки: смт - селище міського типу, с. - село

## Зниклі населені пункти
- Кривенки
- Малинівка
- Степове
- Саранчівка († 1987)
- Черевки († 1992)
- Красне († 2003)